# Бекерсдорф
Бе́керсдо́рф (нім. Beckersdorf) — сільське поселення, яке нині належить до с. Новосілка Підгаєцького району Тернопільської області.

## Заснування
Створили німецькі колоністи 1784. До 1787 — назва Фелькенштайн.
Населений пункт виник у результаті прохання дідички Підгайців К. Рогалінської до австрійського уряду поселити на її землях 60 родин. Перші поселенці були протестантами, невдовзі їх замінили католики з німецької провінції Пфальц.

## Історія
У Географічному словнику Королівства Польського вказано, що колоністам належало 1449 моргів орної землі, 49 моргів лук та городів, 189 моргів пасовиськ. Тоді ж в селі проживало 610 німців. Всі з них були католиками і належали до римо-католицької парафії у Підгайцях. В селі була філіальна школа.
Там вже вказано, що «колоністи працьовиті, хазяйновиті, займаються рільництвом і розведенням коней по урядових стайнях. На торгах дуже цінується картопля колоністів з Бекерсдорфу».
У міжвоєнний період колонія Бекерсдофр становила окрему сільську гміну у Підгаєцькому повіті. 1 серпня 1934 року в рамках реформи самоврядування на підставі нового закону про самоврядування (23 березня 1933 року) гміна Бекерсдорф увійшла до нової сільської гміни Новосілка (Підгаєцький повіт Тернопільського воєводства).
Перед Другою світовою війною в колонії проживали 490 німців, 60 поляків та 40 українців.
Колонія припинила існування 1940, коли згідно з договором між Німеччиною та СРСР її мешканцям дозволили виїхати на історичну батьківщину. Житлові будинки в Бекерсдорфі заселили українці, депортовані з Польщі. Бекерсдорф утратив статус села, у 1946 р. числився хутором Бенерів Новосілківської сільради. Тепер це правобережна частина Новосілок.